# Anomala rufithorax
Anomala rufithorax är en skalbaggsart som beskrevs av Ohaus 1933. Anomala rufithorax ingår i släktet Anomala och familjen Rutelidae. Inga underarter finns listade i Catalogue of Life.